# Лунвож-Чувки
Лунвож-Чувки (Лунвожчувки, устар. Лун-Вож-Чувки) — река в России, протекает по Республике Коми. Устье реки находится в 3 км по левому берегу реки Чувки. Длина реки составляет 12 км. Берёт начало на окраине посёлка Верхнеижемского.

## Данные водного реестра
По данным государственного водного реестра России относится к Двинско-Печорскому бассейновому округу, водохозяйственный участок реки — Печора от впадения реки Уса до водомерного поста Усть-Цильма, речной подбассейн реки — бассейны притоков Печоры ниже впадения Усы. Речной бассейн реки — Печора.
Код объекта в государственном водном реестре — 03050300112103000075694.